# Séry-Magneval
Séry-Magneval település Franciaországban, Oise megyében. Lakosainak száma 272 fő (2022. január 1.). Séry-Magneval Orrouy, Béthancourt-en-Valois, Crépy-en-Valois, Duvy, Feigneux, Glaignes és Rocquemont községekkel határos.

## Népesség
A település népessége az elmúlt években az alábbi módon változott:
| Lakosok száma | 289  | 286  | 293  | 282  | 281  | 283  | 279  | 276  | 272  |
|               | 2013 | 2015 | 2016 | 2017 | 2018 | 2019 | 2020 | 2021 | 2022 |